# الجمباز في الألعاب الأولمبية الصيفية 1992 – فردي فني شامل للسيدات
أقيمت منافسات الجمباز الفردي الفني الشامل للسيدات في دورة الألعاب الأولمبية الصيفية 1992 إحدى المسابقات الستة للمتنافسات الإناث في الجمباز الفني في دورة الألعاب الأولمبية الصيفية 1992 في برشلونة. أقيمت جولات التصفيات والنهائيات في 26 و28 و30 يوليو في بالاو ديلس سبورتس دي برشلونة.
في التصفيات الأوليمبية، سقطت جوتسو من عارضة التوازن، وتأهلت في المركز التاسع في الجمباز الشامل. وبما أنه لم يُسمح إلا لثلاثة متنافسين من كل بلد بالتأهل إلى النهائي، وبسبب سقوط غوتسو، كان ثلاثة متنافسين آخرين من الفريق الموحد قد احتلوا بالفعل مركزًا أعلى، لذلك لم تتأهل غوتسو. لكن مدربي الفريق شعروا أن جوتسو لديها فرصة أفضل لإحضار الذهب في كل شيء إلى الوطن من زميلتيها في الفريق سفيتلانا بوجينسكايا وروزا غالييفا. وقرروا الاحتفاظ ببوغينسكايا، لأنها كانت مشهورة للغاية وستكون هناك فضيحة، لذلك أخبروا جالييفا بالتنازل عن مكانها في النهائي حتى تتمكن غوتسو من المنافسة. واضطرت جالييفا إلى الادعاء بإصابة خطيرة في الركبة، والتي "تحقق" منها طبيب الفريق. لذلك ذهبت جوتسو إلى النهائي، حيث فازت بالميدالية الذهبية بفارق 0.012 نقطة عن الأمريكية شانون ميلر.

## ملخص المسابقة
| حدث                   | الذهبية                       | الفضية                        | البرونزية                     |
| --------------------- | ----------------------------- | ----------------------------- | ----------------------------- |
| فردي فني شامل للسيدات | الفريق الموحد · تاتيانا غوتسو | الولايات المتحدة · شانون ميلر | رومانيا · لافينيا ميلوسوفيتشي |